# Bracha van Doesburgh
Bracha Semeijns de Vries van Doesburgh (Enschede, 3 september 1981) is een Nederlandse actrice en kledingontwerpster.

## Loopbaan
Van Doesburgh doorliep de toneelschool in Amsterdam. Nog tijdens haar opleiding werd ze gevraagd voor de vrouwelijke hoofdrol in de speelfilm Vet Hard. Daarna volgden rollen in onder andere Het schnitzelparadijs van Martin Koolhoven en Moordwijven van Dick Maas. Naast haar filmwerkzaamheden speelt ze regelmatig toneel waaronder bij het Nationale Toneel. Vanaf seizoen 2008 speelde ze samen met Katja Schuurman en Eva Van Der Gucht in de Net5-serie S1NGLE. In 2010 speelt ze de hoofdrol in de Saskia Noort-verfilming De eetclub.
Van Doesburgh trouwde op 4 juni 2011 te Amsterdam met acteur Daan Schuurmans. De twee waren op dat moment vier jaar samen en hadden elkaar ontmoet tijdens het toneelstuk Closer. Het paar heeft drie kinderen. In 2011 lanceerde Van Doesburgh haar eerste collectie zelf ontworpen kleding bij de winkelketen Maison de Bonneterie.
Sinds 2014 speelt Van Doesburgh een van de hoofdrollen samen met haar man Daan Schuurmans in de televisieserie Nieuwe buren.
In 2015 speelde Van Doesburgh de vrouwelijke hoofdrolspeler Noa Hollander in Bagels & Bubbels.
In 2022 speelde Van Doesburgh samen met Elise Schaap de hoofdrol in de Netflix-thriller Faithfully Yours.
In 2024 Speelde van Doesburg (Opnieuw samen met Elise Schaap) de hoofdrol in de Nederlandse komedie  De z van zus.

## Filmografie
- Bibliothèque nationale de France: cb166293682 (data)
- Gemeinsame Normdatei: 1015700322
- International Standard Name Identifier: 0000 0001 3005 9669
- Library of Congress Control Number: no2013019373
- Nederlandse Thesaurus van Auteursnamen: 310641314
- Système universitaire de documentation: 165540524
- Virtual International Authority File: 176150469
- WorldCat: E39PBJqBmYChwryR8k7fCjyw4q